# Norodom-Ranariddh-Partei
Die Norodom-Ranariddh-Partei (NRP) war eine monarchistische Partei in Kambodscha. Sie war benannt nach Norodom Ranariddh, von 1993 bis 1997 Erster Ministerpräsident von Kambodscha und von 1998 bis 2006 Präsident der Nationalversammlung. Ranariddh war von 1992 bis 2006 und ist nach seiner Rückkehr zur Partei seit Januar 2015 wieder Vorsitzender der ebenfalls monarchistischen Partei FUNCINPEC (frz. für Front Uni National pour un Cambodge Indépendant, Neutre, Pacifique, et Coopératif). Die NRP verfolgte nationale Ziele und stand in Opposition zum autoritären Premierminister Hun Sen von der Kambodschanischen Volkspartei (CPP). Der starken vietnamesischen Minderheit in Kambodscha stand die NRP kritisch gegenüber.
Ranariddh gründete die Partei im November 2006, nachdem er als Präsident der FUNCINPEC abgewählt und gegen ihn eine Strafklage wegen Unterschlagung eingereicht worden war. Ranariddh trat zu diesem Zweck der relativ unbedeutenden Khmer National Front Party (KFP) bei, die in Norodom-Ranariddh-Partei umbenannt wurde und Ranariddh zu ihrem Präsidenten wählte. Er wurde aus dem Parlament ausgeschlossen.
Im März 2007 floh er nach Malaysia ins Exil, weil er eine Verurteilung wegen der Unterschlagungsklage befürchtete, die dann in Form von 18 Monaten Haft auch ausgesprochen wurde. Ranariddh führte die Partei danach vom Exil aus. Bei der Kommunalwahl 2007 gewann die kleine Partei überraschend viele Stimmen (419.791, 8,11 %). Im November 2007 schlug Ranariddh die Fusion der Partei mit der Sam-Rainsy-Partei und der Menschenrechtspartei von Kem Sokha vor, was diese aber ablehnten. In der Parlamentswahl vom Juli 2008 gewann die NRP zwei Sitze. Nach seiner Begnadigung durch den König kehrte Ranariddh im September 2008 nach Kambodscha zurück und kündigte seinen Rückzug aus der Politik an. Die Partei nannte sich darauf eine Zeitlang Nationalist Party.
Ende 2010 forderten ihn NRP- und FUNCINPEC-Führer zur Rückkehr in die Politik auf mit dem Ziel einer Fusion der beiden Parteien und dem Angebot, Präsident der fusionierten Partei zu werden. Nach anderthalb Jahren Verhandlungen platzte eine entsprechende Vereinbarung, als der Präsident der FUNCINPEC, Nhiek Bun Chhay, Ranariddh vorwarf, andere Oppositionsparteien zu unterstützen. Darauf erklärte Ranariddh erneut seinen Rückzug aus der Politik und trat als Präsident der NRP zurück. Die Partei wurde in der Folge Ende  2012 in die FUNCINPEC fusioniert. Ranariddh kehrte im Januar 2015 zur FUNCINPEC zurück und wurde wieder zu deren Präsidenten gewählt.